# Raphithericles
Raphithericles is een geslacht van rechtvleugeligen uit de familie Thericleidae. De wetenschappelijke naam van dit geslacht is voor het eerst geldig gepubliceerd in 1977 door Descamps.

## Soorten
Het geslacht Raphithericles omvat de volgende soorten:
- Raphithericles cuneatus Descamps, 1977
- Raphithericles rotundatus Descamps, 1977